# Ватрушка
Ватру́шка — выпечное изделие из сдобного дрожжевого теста в виде лепёшки, в середине которой находится начинка как правило из творога, реже из варенья или повидла.
Изделие древнеславянской, русской и украинской кухонь.

## Технология изготовления

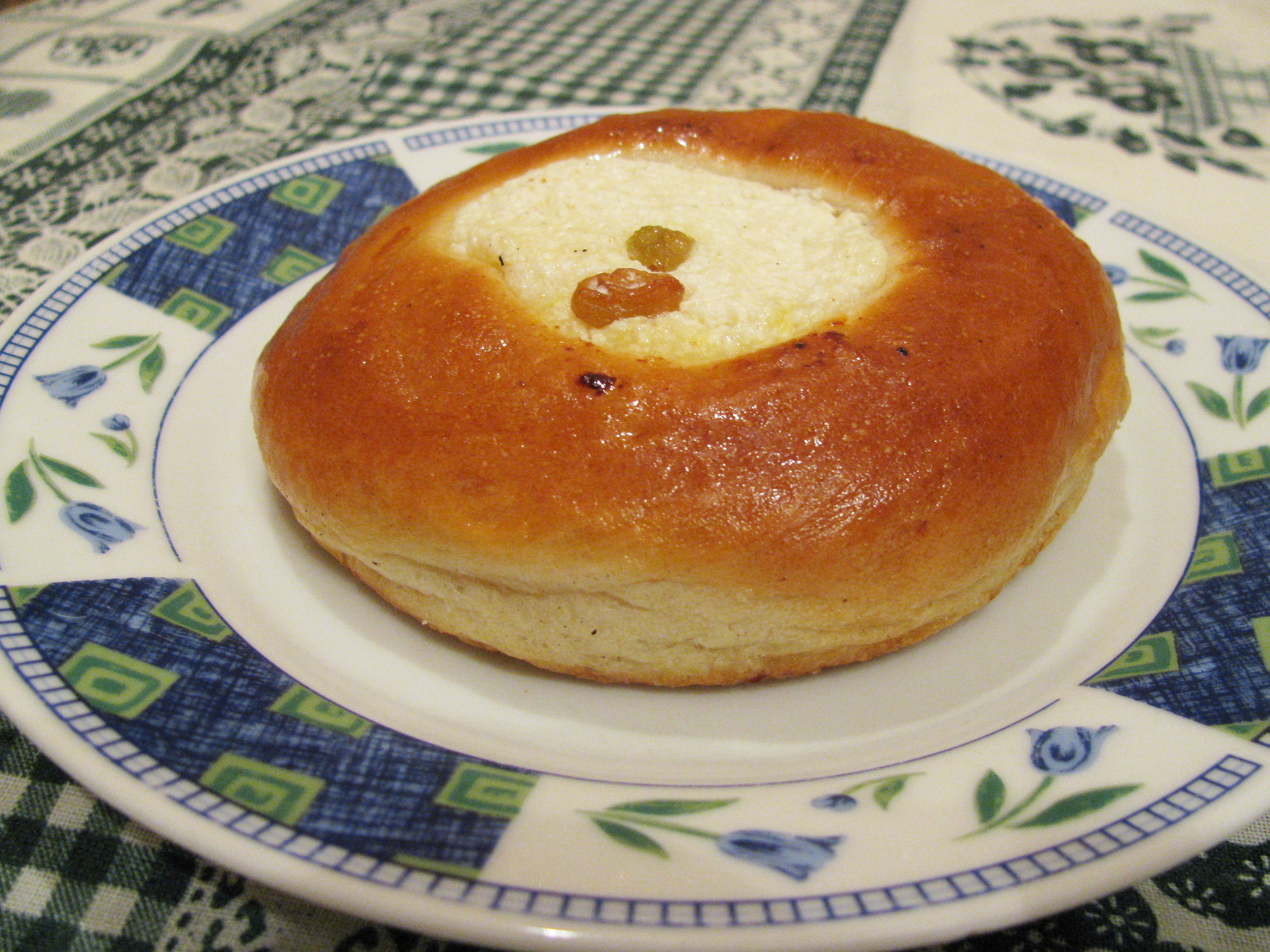
Украинская ватрушка с золотистым изюмом

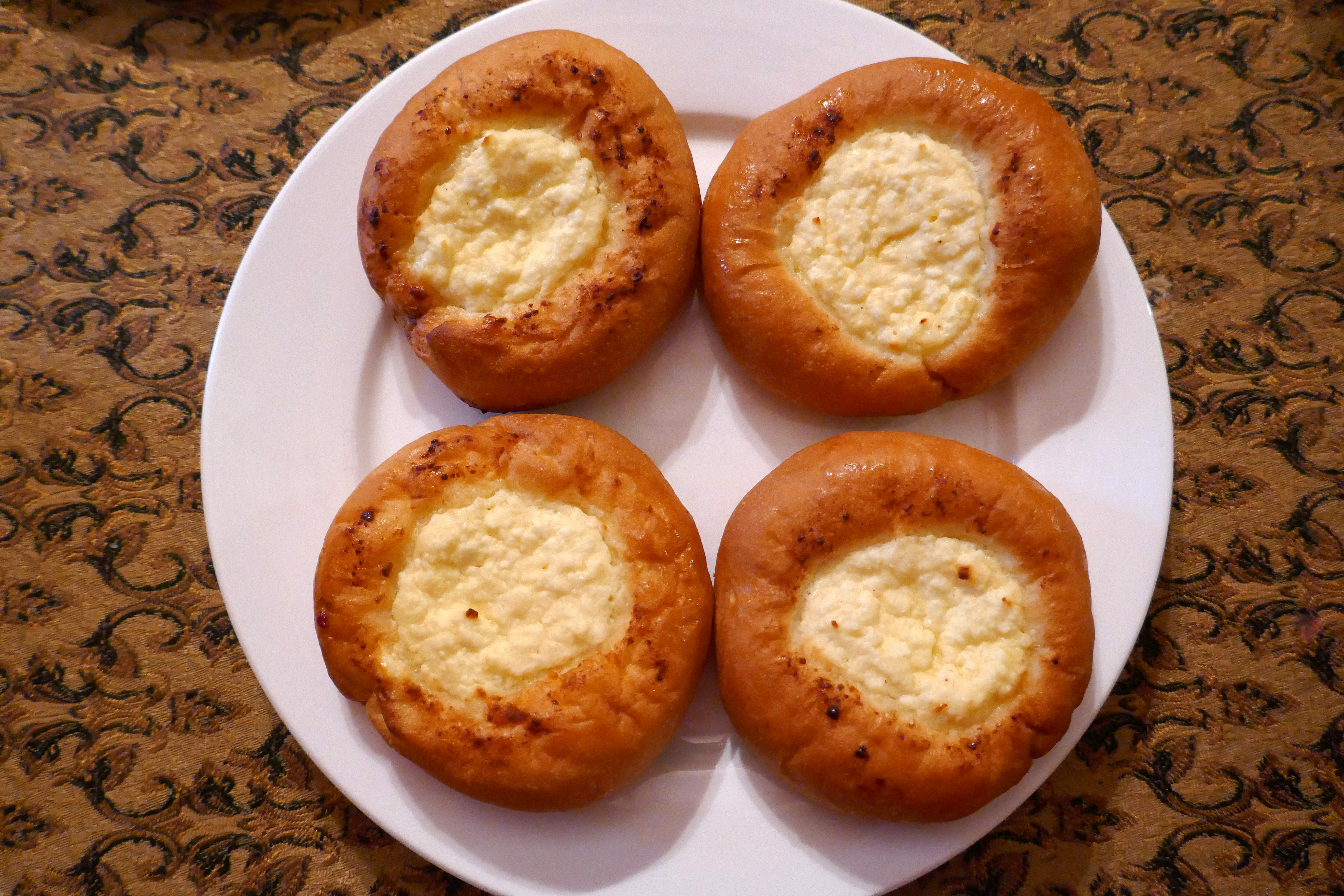
Ватрушки (Новгород)

Тесто раскатывают в жгут и разрезают на кусочки, которые подкатывают в шарики и укладывают швом вниз на смазанный маслом противень. Оставляют расстаиваться 10—15 минут. В середине шариков делают углубление плоским круглым предметом диаметром 5—10 см. Края смазывают яйцом, а углубления наполняют необходимой начинкой из кондитерского мешка. После окончательной расстойки выпекают при 230—240 °C.
Масса начинки должна составлять не менее 30 % от общего веса ватрушки.

## Этимология
В литературных источниках слово впервые отмечено в 1786 году. Общепринятой этимологии не имеет. Варианты:
- В. Даль: ватрушка является вариантом слова вотруха, означающим «начинка»[6][7].
- М. Фасмер: слово имеет исконно славянское происхождение от *vatra, сравнивая «ватрушка» с русским церковно-славянским обаштритися — «воспалиться (о нарывах)»[8].
- Ряд учёных предполагает, что слово является производным от ватра «огонь», сохранившегося в украинском языке ватра — «огонь, очаг», в польском watra — «очаг, огонь, тлеющая зола», чешском vatra — «очаг», словацком vatra — «костёр», сербско-хорватском ватра — «огонь»[8].
- С. Бернштейн: ватрушка когда-то первоначально означало «жертвенный хлеб» и произошло от *vatra «жертвенный огонь», что являлось праславянским заимствованием из иранского языка[источник не указан 1845 дней].
- Н. Шанский: существительное ватрушка образовано с помощью суффикса от слова творог. Исходным было творожька, которое затем изменилось в вотрожька, а после падения редуцированных, оглушения ж перед к (вотрожка) подверглось влиянию слов, оканчивающихся на -ушка и закреплению аканья на письме[8][7][9].
- Рейф, для объяснения имени, приводит ново-греч. βουτυρικόν (от βούτυρον, масло)[7].

## В славянских обрядах
На северо-западе России на Егория Вешнего, в день первого выгона скота, пастуха одаривали пирогами, ватрушками (рязан. копытца) и яйцами.
На Иван Купала обычно готовили растительно-молочные блюда: ватрушки или сырники (укр. мандрика), овсяный кисель или компот.
У чехов на родины пекли ватрушки и пироги с миндалём.